# NGC 7708
NGC 7708 је група звезда у сазвежђу Цефеј која се налази на NGC листи објеката дубоког неба.
Деклинација објекта је + 72° 50' 0" а ректасцензија 23h 35m 0,0s. Привидна величина (магнитуда) објекта NGC 7708 износи 13,6.